# Cipro ai XXI Giochi olimpici invernali
Cipro ha partecipato ai XXI Giochi olimpici invernali di Vancouver, che si svolgeranno dal 12 al 28 febbraio 2010, con una delegazione di 2 atleti.

## Sci alpino
| Gara    | Atleta                        | 1° manche  | 2° manche  | Tempo totale | Posizione |
| ------- | ----------------------------- | ---------- | ---------- | ------------ | --------- |
| Slalom  | Christopher Papamichalopoulos | non finito |            |              |           |
| Gigante | Christopher Papamichalopoulos | 1'29"02    | non finito |              |           |

| Gara    | Atleta                   | 1° manche | 2° manche | Tempo totale | Posizione |
| ------- | ------------------------ | --------- | --------- | ------------ | --------- |
| Slalom  | Sophia Papamichalopoulos | 1'02"47   | 1'02"71   | 2'05"18      | 53        |
| Gigante | Sophia Papamichalopoulos | 1'28"38   | 1'23"42   | 2'51"86      | 55        |